# جزیره ارزانه
جزیرۀ ارزانه (عربی: جزيرة أرزنة) یک جزیره در خلیج فارس است که حدود ۱۸۰ کیلومتر (۱۱۰ مایل) شمال‌غربی ابوظبی و تقریباً ۱۱۶ کیلومتر (۷۲ مایل) از خور العدید فاصله دارد. این جزیره به دلیل موقعیت جغرافیایی‌اش و تاریخچه‌ای که در صنعت مروارید دارد، به یکی از نقاط مهم و تاریخی در منطقه تبدیل شده است.

## موقعیت جغرافیایی
جزیرۀ ارزانه در خلیج فارس و در نزدیکی سواحل امارات متحده عربی واقع شده است. این جزیره حدود ۱۹ کیلومتر طول و ۱.۶ کیلومتر عرض دارد. بخش شمالی جزیره تپه‌دار است و در بالاترین نقطۀ آن ارتفاع ۶۱ متر (۲۰۰ فوت) از سطح دریا مشاهده می‌شود، در حالی که بخش جنوبی جزیره مسطح و دشتی است.

## تاریخ
در گذشته، جزیرۀ ارزانه یکی از مراکز مهم صید مروارید در خلیج فارس بود. صنعت مروارید در این منطقه به عنوان یکی از منابع اصلی درآمد و فعالیت‌های اقتصادی مردم منطقه شناخته می‌شد. در حال حاضر، با توجه به تغییرات اقتصادی و اجتماعی، این صنعت به شدت کاهش یافته است.

## وضعیت کنونی
در حال حاضر جزیرۀ ارزانه فاقد منابع آب شیرین است، اما یک مجموعه مسکونی مدرن برای کارکنان شرکت اکتشاف نفت زدکو (ZADCO) در جزیره احداث شده است. این مجموعه مسکونی به عنوان محل اقامت کارمندان شرکت‌هایی که در زمینۀ نفت و گاز فعالیت دارند، مورد استفاده قرار می‌گیرد.

## دسترسی
جزیرۀ ارزانه به طور مستقیم قابل دسترسی نیست و معمولاً از طریق قایق یا کشتی‌های مخصوص به آنجا می‌توان رسید. این جزیره همچنان در مقایسه با جزایر دیگر منطقه، مکان آرام و دور از شلوغی است.